# 千葉県救急医療センター
千葉県救急医療センター（ちばけんきゅうきゅういりょうセンター）は、千葉県千葉市美浜区にあった県立の救急医療に特化した医療機関。

## 概要
千葉県全域を対象とする全国的にもまれな独立型の第3次救急医療施設である。その為、対象患者は第1次・2次医療施設からの紹介及び、直接救急搬送された重症患者に限られ、外来は救急搬送されて治療を受けた患者の退院後管理を目的とした外来のみ開設されている。ゆえに医療相談および一般の外来は受け付けていない。
2023年11月1日、千葉県精神科医療センターと統合の上、「千葉県総合救急災害医療センター」に改称。千葉市美浜区豊砂（千葉県精神科医療センター隣接地）に移転した。

## 沿革
- 1980年（昭和55年）4月23日 - 開設。
- 2023年（令和5年）11月1日 - 千葉県精神科医療センターと統合の上、「千葉県総合救急災害医療センター」に改称。千葉市美浜区豊砂（千葉県精神科医療センター隣接地）に移転[3]。

## 施設概要
- 本館
- RC造2階て（一部3・4階建て）延べ床面積1万1,172㎡
  - 一般病床：50床
    - 集中治療室：20床
    - 集中治療室（ICU）：8床、熱傷ユニット（BCU）2床、内科系集中治療室（CCU）：10床

  - 脳卒中ケアユニット：6床

- 付属施設
  - 看護師宿舎：RC造5階建て
  - 医師住宅：10戸
  - ヘリポート

- 設計：田中・西野設計事務所
- 施工・建築：奥村組
- 空調設備：朝日工業社

## 診療科
- 内科
- 循環器内科
- 神経内科
- 外科
- 整形外科
- 形成外科
- 脳神経外科
- 心臓血管外科
- 麻酔科
- 集中治療科

## 周辺の施設
- 千葉市立海浜病院
- 千葉県立千葉西高等学校

## 交通
- JR東日本京葉線 「検見川浜駅」下車、徒歩15分。